# 福山沼隈道路
福山沼隈道路（ふくやまぬまくまどうろ）は、広島県福山市に計画されている広島県道72号福山沼隈線のバイパス道路、および都市計画道路の路線名である。

## 概要
広島県道72号福山沼隈線の現道は、福山市水呑町洗谷地内において急勾配な上、カーブも多いことから、この区間を迂回させるとともに、一級河川芦田川に架かる昭和8年完成で老朽化した草戸大橋（福山市道、旧広島県道22号福山鞆線）の架け替えと合わせて、福山市における市内中心部と沼隈半島地域の連絡を強化させる道路である。また、将来的には福山市の市内中心部から沼隈半島を斜めに横切り、尾道市向島の瀬戸内しまなみ海道（西瀬戸自動車道）へ至る幹線道路として整備することとなっている。
なお、市域内完結路線のため、路線データを除き、市名を省略した説明とする。 

### 路線データ
草戸 - 熊野工区
- 起点 : 広島県福山市草戸町四丁目[2]
- 終点 : 広島県福山市熊野町[2]
- 延長 : 4.5  km [1]（うち都市計画道路指定 4.26 km [2]）
- 道路規格 : 第3種第2級
- 車線数 : 4車線（暫定2車線）
- 設計速度 : 60 km/h

## 歴史

### 年表
- 2000年（平成12年）
  - この年度、事業着手[1]。
- 2001年（平成13年）
  - 3月29日 : 広島県告示第367号により備後都市圏都市計画道路3・4・655号福山沼隈道路（草戸町四丁目 - 熊野町、総延長 4.26 km 、幅員 20 m ）[2][4]に指定し、都市計画決定。

## 路線状況

### 進捗状況
草戸 - 熊野工区における2017年（平成29年）末の時点での事業進捗率は、約 59 % 。
2019年（令和元年）5月時点で用地買収はほぼ完了。草戸・瀬戸地区のほとんどの区間で工事着手済で瀬戸町長和地区ではほぼ完成している部分もある。

### 道路施設
草戸 - 熊野工区には、大小合わせて17の橋梁と2つのトンネルを計画。

## 地理

### 通過する自治体
- 広島県
  - 福山市

### 交差する道路
- 広島県道22号福山鞆線
- 草戸IC（仮称）[1]
- 長和IC（仮称）[1] : 国道2号福山道路（地域高規格道路倉敷福山道路）と接続予定。
- 熊野IC（仮称）[1] : 広島県道381号熊野瀬戸線と接続予定。